# Leśna
Leśna (in tedesco Marklissa) è un comune urbano-rurale polacco del distretto di Lubań, nel voivodato della Bassa Slesia.
Ricopre una superficie di 104,5 km² e nel 2004 contava 10 779 abitanti.